# Troche
Troche – miejscowość i gmina we Francji, w regionie Nowa Akwitania, w departamencie Corrèze.
Według danych na rok 1990 gminę zamieszkiwało 528 osób, a gęstość zaludnienia wynosiła 27 osób/km² (wśród 747 gmin Limousin Troche plasuje się na 244. miejscu pod względem liczby ludności, natomiast pod względem powierzchni na miejscu 350.).